# Daniela Álvarez Mendoza
Daniela Álvarez Mendoza (Gijón, 27 de novembro de 2001) é uma jogadora de vôlei de praia espanhola.

## Carreira
Em 2018, ao lado de Tania Moreno conquistaram o terceiro lugar no campeonato europeu da juventude realizado em Baden classificaram para a edição dos Jogos Olímpicos de Verão de Juventude sediado em Buenos Aires 
Disputou ao lado desta atleta a edição do Campeonato Mundial Sub-19 de 2018 sediado em Nanquim obtendo a medalha de bronze.Com María Belén Carro disputou a edição do Campeonato Mundial de Vôlei de Praia Sub-21 realizado em Udon Thani e conquistaram a medalha de bronze.